# Sarcohyla hapsa
La rana trepadora ribereña norteña (Sarcohyla hapsa) es una especie de anfibios de la familia Hylidae. Es endémica de México. Ha sido observada entre 1280 y 2550 metros sobre el nivel del mar en las Sierra Madres.